# Piperidin
Piperidin (azinan) je organsko jedinjenje sa molekulskom formulom . Ovaj heterociklični amin se sastoji od šestočlanog prstena sa pet metilenskih jedinica i jednim atomom azota. On je bezbojna isparljiva tečnost sa mirisom poput amonijačnog, poput bibera. Ime potiče od lat. Piper - biber. Piperidin se koristi kao gradivni blok i hemijski reagens u organskoj sintezi.

## Proizvodnja
Industrijski se piperidin proizvodi hidrogenacijom piridina, obično upotrebom molibden disulfidnog katalizatora:
Piridin takođe može da bude redukovan do piperidina natrijumom u etanolu.

## Literatura
- Frank Johnson Welcher (1947). Organic Analytical Reagents. D. Van Nostrand. стр. 149.